# Термічна деполімеризація
Термі́чна деполімериза́ція — метод, що використовується для перетворення складних органічних матеріалів (зазвичай різних відходів) на легку нафту. Імітує природні геологічні процеси, що відбувалися під час утворення нафти. Через високу температуру і тиск довгі вуглеводневі полімери розриваються на короткі ланцюги з найбільшою довжиною близько C18.

## Історія
Донедавна спроби наслідувати ці природні процеси були непридатні для практичного використання, оскільки вони споживали більше енергії, ніж можна було отримати.
Новий підхід розробив у 1980-х роках американський мікробіолог Пол Баскіс. Демонстраційну операцію завершено 1999 року у Філадельфії, а перше комерційне підприємство побудовано в Карфагені (штат Міссурі). Це підприємство перетворює відходи від довколишніх боєнь на приблизно до 500 барелів нафти на добу.

## Теорія та процес
У попередніх способах розщеплення вуглеводневих полімерів витрачалося багато енергії на видалення надлишку води. Навпаки, термічна деполімеризація використовує воду для покращення процесу нагрівання, і вода також постачає водень зі своїх молекул у реакції.
Початкову сировину подрібнюють і, якщо вона надто суха, змішують із водою. Потім її нагрівають до 250 °C і піддають впливу тиску 4 МПа протягом приблизно 15 хвилин. Потім тиск швидко падає, внаслідок чого більшість води випаровується. В результаті виходить суміш вуглеводнів та твердих речовин, які розділюють. Вуглеводні знову нагрівають до 500 °С, викликаючи подальше розщеплення довших молекул. Отриману рідку вуглеводневу суміш відокремлюють перегонкою, аналогічною перегонці звичайної нафти.
Компанія стверджує, що енергоефективність цього процесу становить 560 % (на 15 одиниць споживаної енергії виробляється 85 одиниць енергії). Вищої ефективності можна досягти при сухіших і багатших на вуглець початкових матеріалах, таких як пластмасові відходи.
Для порівняння, сучасні методи, що використовуються для виробництва біодизелю та біоетанолу із сільськогосподарських джерел, мають енергетичну ефективність близько 320 %.
Термічною деполімеризацією можна розщеплювати різні матеріали, зокрема, отрути й погано розкладані лікарняні відходи. Зокрема, за даними Changing World Technologies, Inc., цей процес має здатність розкладати кілька типів матеріалів, багато з яких є отруйними як для людей, так і для навколишнього середовища.[джерело?]
З іншого боку, багато можливих сільськогосподарських відходів, які можуть бути сировиною, вже використовуються як добрива, паливо або корм для тварин.